# Saint-Georges-de-Noisné
Saint-Georges-de-Noisné és un municipi francès situat al departament de Deux-Sèvres i a la regió de la Nova Aquitània. L'any 2007 tenia 688 habitants.

## Demografia

### Població
El 2007 la població de fet de Saint-Georges-de-Noisné era de 688 persones. Hi havia 288 famílies de les quals 72 eren unipersonals (56 homes vivint sols i 16 dones vivint soles), 124 parelles sense fills, 84 parelles amb fills i 8 famílies monoparentals amb fills.
La població ha evolucionat segons el següent gràfic:
Habitants censats

### Habitatges
El 2007 hi havia 341 habitatges, 285 eren l'habitatge principal de la família, 29 eren segones residències i 27 estaven desocupats. 338 eren cases i 2 eren apartaments. Dels 285 habitatges principals, 226 estaven ocupats pels seus propietaris, 47 estaven llogats i ocupats pels llogaters i 12 estaven cedits a títol gratuït; 4 tenien una cambra, 20 en tenien dues, 40 en tenien tres, 74 en tenien quatre i 147 en tenien cinc o més. 236 habitatges disposaven pel capbaix d'una plaça de pàrquing. A 126 habitatges hi havia un automòbil i a 140 n'hi havia dos o més.

### Piràmide de població
La piràmide de població per edats i sexe el 2009 era:
| Homes | Edats   | Dones |
| ----- | ------- | ----- |
| 0     | 95 o +  | 0     |
| 4     | 90 a 94 | 0     |
| 4     | 85 a 89 | 12    |
| 0     | 80 a 84 | 4     |
| 4     | 75 a 79 | 24    |
| 32    | 70 a 74 | 4     |
| 28    | 65 a 69 | 24    |
| 20    | 60 a 64 | 24    |
| 20    | 55 a 59 | 16    |
| 40    | 50 a 54 | 24    |
| 12    | 45 a 49 | 32    |
| 12    | 40 a 44 | 4     |
| 44    | 35 a 39 | 16    |
| 20    | 30 a 34 | 16    |
| 20    | 25 a 29 | 16    |
| 20    | 20 a 24 | 12    |
| 16    | 15 a 19 | 32    |
| 16    | 10 a 14 | 4     |
| 20    | 5 a 9   | 20    |
| 12    | 0 a 4   | 20    |

## Economia
El 2007 la població en edat de treballar era de 420 persones, 309 eren actives i 111 eren inactives. De les 309 persones actives 285 estaven ocupades (161 homes i 124 dones) i 24 estaven aturades (10 homes i 14 dones). De les 111 persones inactives 60 estaven jubilades, 34 estaven estudiant i 17 estaven classificades com a «altres inactius».

### Ingressos
El 2009 a Saint-Georges-de-Noisné hi havia 290 unitats fiscals que integraven 715 persones, la mediana anual d'ingressos fiscals per persona era de 14.286 €.

### Activitats econòmiques
Dels 19 establiments que hi havia el 2007, 1 era d'una empresa de fabricació d'altres productes industrials, 7 d'empreses de construcció, 6 d'empreses de comerç i reparació d'automòbils, 1 d'una empresa de transport, 1 d'una empresa d'hostatgeria i restauració, 1 d'una empresa financera i 2 d'empreses de serveis.
Dels 7 establiments de servei als particulars que hi havia el 2009, 2 eren paletes, 1 guixaire pintor, 1 fusteria, 1 electricista i 2 restaurants.
L'únic establiment comercial que hi havia el 2009 era una botiga de menys de 120 m².
L'any 2000 a Saint-Georges-de-Noisné hi havia 39 explotacions agrícoles que ocupaven un total de 2.277 hectàrees.

## Equipaments sanitaris i escolars
El 2009 hi havia una escola elemental.

## Poblacions més properes
El següent diagrama mostra les poblacions més properes.